# Regnbuen (film)
Regnbuen (russisk: Радуга) er en sovjetisk film fra 1944 af Mark Donskoj.

## Medvirkende
- Jelena Tjapkina som Feodosja
- Hans Klering som Kurt Werner
- Nina Alisova som Pusya
- Natalja Uzjvij som Oljona Kostjuk
- Anna Lisjanskaja som Maljutjikha